# Ennéades (Plotin)
Ne doit pas être confondu avec Énéide.
Pour les articles homonymes, voir Ennéade (homonymie).
Au nombre de six, les Ennéades sont des ensembles regroupant chacun neuf courts traités, rédigés en grec ancien par Plotin à partir de 254 et jusqu'à sa mort en 270 ap. J.-C.. Le nom d'ennéade vient du grec ἐννέα (ennea), signifiant « neuf ». Cette collection d'écrits contient la totalité de la philosophie de Plotin ; elle constitue sa seule et unique œuvre et elle nous est parvenue en intégralité. L'œuvre de Plotin était déjà reconnue de son vivant, et il ne fait aucun doute qu'elle influença toute la philosophie occidentale, particulièrement grâce au succès qu'elle rencontra auprès des Pères de l'Église, notamment Grégoire de Nysse et saint Augustin, par l'intermédiaire de Marius Victorinus. Elle est l'expression la plus aboutie du néoplatonisme.

## Histoire et organisation des Ennéades
Alors qu'il avait fondé un cercle néoplatonicien dans la ville de Rome (246), Plotin mit par écrit, à partir de 254, son enseignement oral et les recherches qu'il menait avec ses disciples, dont les plus fameux sont Porphyre de Tyr et Amelius. De 254 à 263, Plotin rédigea ses 21 premiers traités. Il continua sur sa lancée après l'arrivée à ses côtés de Porphyre de 263 à 268, en écrivant 24 traités supplémentaires. Après 268 et le départ pour la Sicile de Porphyre, atteint de dépression, Plotin rédigea encore 9 traités avant de rendre l'âme en 270. 
Classement chronologique :
- 254-263 : les 21 premiers traités
- 263-268 : traités 22 à 45
- 269 : traités 46-50
- 270 : les 4 derniers traités (51-54).

La diffusion de ses écrits était limitée à ses disciples proches (et même à quelques auditeurs non convertis au néoplatonisme, comme Longin), et Porphyre était chargé du soin de les éditer. Chaque fois qu'il avait terminé un texte, Plotin le faisait parvenir à Porphyre pour que celui-ci le corrige et y apporte toutes les modifications de style nécessaires. Il faut attendre 301 pour que Porphyre édite, en même temps que sa biographie de Plotin, tous les écrits de son maître dans le même volume. Dans sa Vie de Plotin, Porphyre explique la façon dont il a procédé :

« Voilà donc achevé notre récit de la vie de Plotin. Maintenant, puisque lui-même nous a confié le soin d'assurer la mise en ordre et la correction de ses livres, et que je lui ai promis de son vivant de m'acquitter de cette tâche et en ai pris aussi l'engagement auprès des autres compagnons, d'abord j'ai jugé bon de ne pas laisser dans l'ordre chronologique ces livres qui avaient été produits pêle-mêle. […] De la même façon moi aussi, qui avais en main les livres de Plotin au nombre de cinquante-quatre, je les ai divisés en six ennéades, heureux d'avoir rencontré la perfection du nombre six et les groupes de neuf, tandis que, prenant les livres propres à chaque ennéade, je les ai réunis, donnant en outre la première position aux questions les plus faciles. »

— Porphyre, Vie de Plotin.
Ainsi Porphyre ne s'est-il pas contenté de rassembler et de publier les écrits de Plotin. Il a aussi profité du champ libre offert par celui-ci pour réorganiser complètement ses écrits. Il les a d'abord coupés et assemblés afin d'obtenir le nombre de 54 traités. De la sorte, il a ensuite pu les ordonner en six groupes de neuf (ennea, en grec), pour composer six Ennéades. Les raisons de ce classement sont multiples. Porphyre justifie son acte en insistant sur le fait que 6 et 9 sont des nombres parfaits (6=2x3 : premier nombre pair x premier impair ; 9=carré du premier impair) ; cependant il est possible d'entrevoir une autre raison, moins apparente, qui justifierait ce choix de Porphyre par une ambition pédagogique. En effet, depuis les Stoïciens, l'enseignement de la philosophie s'accomplit par paliers successifs : il faut d'abord connaître la logique et la physique avant de pouvoir se mettre à étudier l'éthique. Fidèle à ce mouvement de scolarisation de la philosophie, Porphyre classe les traités en six groupes, correspondant à chaque fois à une étape supplémentaire dans la connaissance de la réalité suprême :
- La première ennéade est consacrée à l'éthique (vue comme purification préliminaire) ;
- La seconde et la troisième ennéade sont consacrées à la physique ;
- La quatrième ennéade est consacrée à l'Âme ;
- La cinquième ennéade est consacrée à l'Intelligence ;
- La sixième ennéade est consacrée à l'Un.

Cet ordre systématique, bien qu'artificiel, est préféré par Porphyre à l'ordre chronologique des traités. Celui-ci pousse même son désir d'organisation jusqu'à ce que « toute l'œuvre de Plotin se trouve transcrite en trois volumes, dont le premier contient trois Ennéades, le deuxième deux, le troisième une seule ».

## Comment citer les Ennéades?
Pour renvoyer correctement à un passage des Ennéades, il faut suivre une procédure particulière. Les usages universitaires imposent en effet de mentionner en premier le numéro de l'Ennéade (en chiffres romains), puis le numéro du traité concerné, le numéro du chapitre à l'intérieur du traité, et enfin le(s) numéro(s) de ligne adéquat(s). Exemple :
- Ennéades VI, 8, 12, 5-10.

Il est également possible d'indiquer l'ordre chronologique du traité entre crochets droits :
- Ennéades VI, 8 [39], 12, 5-10.

Les numéros de ligne à indiquer sont ceux de l'actuelle édition de référence, due à P. Henry et H.-R. Schwyzer ; c'est sur elle que sont faites toutes les traductions récentes (elle remplace celle d'Émile Bréhier, dont le texte n'est pas toujours fiable).

## Table des matières
Les traités des Ennéades sont recensés, ci-dessous, dans l'ordre systématique élaboré par Porphyre, mais le chiffre entre crochets droits indique la place du traité dans l'ordre chronologique de rédaction. Les titres qui suivent sont de la main de Porphyre et non de Plotin, mais permettent d'identifier l'objet particulier d'un traité. Ils peuvent varier selon la traduction utilisée.

### Première Ennéade
Il y est question d'éthique.
- I,1 [53] Qu'est-ce que le vivant ?
- I,2 [19] Sur les vertus
- I,3 [20] Sur la dialectique
- I,4 [46] Sur le bonheur
- I,5 [36] Si le bonheur s'accroît avec le temps
- I,6 [1] Sur le beau
- I,7 [54] Sur le souverain bien et les autres biens
- I,8 [51] Que sont les maux et d’où viennent-ils ?
- I,9 [16] Sur le suicide raisonnable

### Deuxième Ennéade
Il y est question du monde sensible et du cosmos.
- II,1 [40] Sur le monde
- II,2 [14] Sur le mouvement circulaire
- II,3 [52] Si les astres agissent
- II,4 [12] Sur les deux matières
- II,5 [25] Sur le sens de « en puissance » et « en acte »
- II,6 [17] Sur la réalité ou sur la qualité
- II,7 [37] Sur le mélange total
- II,8 [35] Comment se fait-il que les objets vus de loin paraissent petits ?
- II,9 [33] Contre les gnostiques

### Troisième Ennéade
Il y est question du monde sensible et du cosmos.
- III,1 [3] Sur le destin
- III,2 [47] Sur la providence I
- III,3 [48] Sur la providence II
- III,4 [15] Sur le démon qui nous a reçus en partage
- III,5 [50] Sur l'amour
- III,6 [26] Sur l'impassibilité des incorporels
- III,7 [45] Sur l'éternité et le temps
- III,8 [30] Sur la contemplation
- III,9 [13] Considérations diverses

### Quatrième Ennéade
Il y est question de l'âme.
- IV,1 [21] Comment l'on dit que l'âme est intermédiaire entre la réalité indivisible et la réalité divisible
- IV,2 [4] Sur la réalité de l'âme I
- IV,3 [27] Sur les difficultés relatives à l'âme I
- IV,4 [28] Sur les difficultés relatives à l'âme II
- IV,5 [29] Sur les difficultés relatives à l'âme III
- IV,6 [41] Sur la sensation et la mémoire
- IV,7 [2] Sur l'immortalité de l'âme
- IV,8 [6] De la descente de l'âme dans les corps
- IV,9 [8] Si toutes les âmes n'en sont qu'une

### Cinquième Ennéade
Il y est question de l'Intelligence.
- V,1 [10] Sur les trois hypostases qui ont rang de principes
- V,2 [11] Sur la génération et le rang des choses qui sont après le premier
- V,3 [49] Sur les hypostases qui connaissent et sur ce qui est au-delà
- V,4 [7] Comment vient du premier ce qui est après le premier, et sur l'Un
- V,5 [32] Sur l'intellect et que les intelligibles ne sont pas hors de l'intellect, et sur le Bien
- V,6 [24] Sur le fait que ce qui est au-delà de l'être n'intellige pas, et sur ce que sont les principes premier et second d'intellection
- V,7 [18] S'il y a des idées même des êtres individuels
- V,8 [31] Sur la beauté intelligible
- V,9 [5] Sur l'Intellect, les idées et ce qui est

### Sixième Ennéade
Il y est question de l'Un.
- VI,1 [42] Sur les genres de l'être I
- VI,2 [43] Sur les genres de l'être II
- VI,3 [44] Sur les genres de l'être III
- VI,4 [22] Sur la raison pour laquelle l'être, un et identique, est partout tout entier
- VI,5 [23] Sur la raison pour laquelle l'être, un et identique, est partout tout entier
- VI,6 [34] Sur les nombres
- VI,7 [38] Comment la multiplicité des idées s'est établie et sur le Bien
- VI,8 [39] Sur le volontaire et sur la volonté de l'Un
- VI,9 [9] Sur le Bien ou l'Un

#### Éditions et manuels
- Plotin, Les Ennéades de Plotin (Wikisource), trad. fr. par M.-N. Bouillet, 3 vol., Paris, Hachette, 1857-1861.
- Plotin (trad. Émile Bréhier), Ennéades, vol. 1 à 7, t. I, Paris, Les Belles Lettres, coll. « des Universités de France », 1976 (1re éd. 1928).
- Plotin, Les Écrits de Plotin, traduction de chaque traité confiée à un traducteur différent, Paris, Cerf, 1988-. (Toujours en cours de parution)
- Plotin, Traités, traduction sous la direction de L. Brisson et J.-F. Pradeau, Paris, GF-Flammarion, 2002-2010. (9 volumes)
- Plotin, Plotini Opera, texte établi et traduit par P. Henry et H.-R. Schwyzer, 3 vol., Oxford, Clarendon Press, 1964-1982.
- Plotin, Plotini enneades cum marsilii ficini interpretatione castigata iterum ediderunt FRID ; CREUZER et GEORG ; HENRICUS MOSER primum accedunt PORPHYRII et PROCLI institutiones et PRISCIANI PHILOSOPHI solutiones ex codice sangermanensi edidit et annotatione critica instruxit FR DUBNER, PARISIIS Editore AMBROSIO FIRMIN DIDOT, 1855.
- J.H. Sleeman, G. Pollet, Lexicon Plotinianum, Louvain-Leyde, Presses Universitaires de Louvain-Brill, 1980.
- Richard Dufour, Plotinus : A Bibliography 1950-2000, Leiden, Brill, 2002. (Pour la bibliographie après 2000, voir son site Internet : Bibliographie plotinienne)

#### Études
- Jean-Marc Narbonne, « Les écrits de Plotin : genre littéraire et développement de l’œuvre », Laval théologique et philosophique, : Le commentaire philosophique dans l'Antiquité (II), vol. 64, no 3,‎ octobre 2008, p. 627-640 (lire en ligne, consulté le 17 avril 2020).
- Henri Dominique Saffrey, "Pourquoi Porphyre a-t-il édité Plotin ? Réponse provisoire", in Luc Brisson, Jean-Louis Cherlonneix, et al., Porphyre. La vie de Plotin, vol. 2, Paris, Vrin, 1992, p. 31-64.
- Jean-Marc Gabaude, « Les Ennéades et l’expression poétique de la métaphysique », Publications de l’Académie des Inscriptions et Belles-Lettres « Platonisme et néo-platonisme, Actes du Colloque de la villa Kérylos du 27 au 30 septembre 1990 », no 1,‎ 1991, p. 34-45 (lire en ligne, consulté le 19 avril 2020).